# Список ведомственных флагов России
Флаги ведомств, министерств и комитетов Российской Федерации — учреждаемые российскими федеральными органами исполнительной власти ведомственные флаги.

## Описание
Федеральные органы исполнительной власти, руководство деятельностью которых осуществляет Правительство Российской Федерации, вправе учреждать по согласованию с Геральдическим советом при Президенте Российской Федерации свои флаги и флаги подведомственных им федеральных органов исполнительной власти.

## Перечень ведомственных флагов
В графе «Год» приведены даты утверждения флагов.
| Флаг                    | Номер в ГГР                                                                                                   | Год                                                                         | Наименование | Примечание |
| ----------------------- | --- | --------------------------------------------------------------------------- | --- | --- |
|                         | 39 | 03.12.1994                                                                  | Флаг таможенных органов Российской Федерации (ФТС России)                                                                                            | Полотнище ярко-зелёного цвета с белым диагональным крестом.                                                                                            |
| 16.07.2019              | 39 | Флаг Федеральной таможенной службы (ФТС России)                             | Полотнище зелёного цвета с белым диагональным крестом.                                                                                               | |
|                         | | 10.07.1995 — 30.11.2001                                                     | Флаг Министерства путей сообщения Российской Федерации                                                                                               | Официально утверждён не был. |
|                         | | 30.11.2001 — 09.03.2004                                                     | Флаг Министерства путей сообщения Российской Федерации                                                                                               | Полотнище белого цвета. В крыже — флаг РФ. Справа внизу — эмблема МПС России.                                                                          |
| 09.03.2004 — 24.03.2006 | Флаг Федерального агентства железнодорожного транспорта (Росжелдор)                                           |                                                                             | | Полотнище белого цвета. В крыже — флаг РФ. Справа внизу — эмблема МПС России.                                                                          |
|                         | Флаг Федерального агентства железнодорожного транспорта (Росжелдор)                                           |                                                                             | 24.03.2006 | Полотнище голубого цвета. В крыже — флаг РФ. По верхней и нижней кромке — полоса зелёного цвета. Справа внизу — эмблема Росжелдора.                    |
|                         | | март 1999                                                                   | Флаг ФГУП «Главный центр специальной связи» (ФГУП ГЦСС)                                                                                              | Полотнище синего цвета. В крыже — флаг РФ. Справа внизу — эмблема ФГУП ГЦСС.                                                                           |
|                         | | 07.08.2000 — 09.03.2004                                                     | Флаг Федеральной службы железнодорожных войск Российской Федерации (ФСЖВ России)                                                                     | Полотнище тёмно-зелёного цвета. В крыже — флаг РФ. Справа внизу — эмблема ФСЖВ России.                                                                 |
|                         | | 17.03.1997                                                                  | Флаг организаций федеральной почтовой связи Российской Федерации                                                                                     | Полотнище белого цвета. В крыже — флаг РФ. Справа внизу — часть эмблемы службы (изображение орла).                                                     |
|                         | | 23.07.1997 — 1.07.2003                                                      | Флаг Федеральных органов налоговой полиции (ФСНП России)                                                                                             | Флаг отменён в связи с упразднением службы. |
|                         | | 15.11.1997                                                                  | Флаг Министерства Российской Федерации по делам гражданской обороны, чрезвычайным ситуациям и ликвидации последствий стихийных бедствий (МЧС России) | Полотнище цветов Государственного флага РФ. В крыже — квадрат голубого цвета с эмблемой МЧС.                                                           |
|                         | | 27.08.1998                                                                  | Флаг Государственного комитета Российской Федерации по связи и информатизации                                                                        | Полотнище синего цвета. В крыже — флаг РФ. Справа внизу — малая эмблема комитета.                                                                      |
|                         | | 27.10.2000 — 09.03.2004                                                     | Флаг Федеральной службы специального строительства Российской Федерации (Спецстрой России)                                                           | Полотнище синего цвета. В крыже — флаг РФ. Справа внизу — эмблема Спецстроя России.                                                                    |
| 09.03.2004              | Флаг Федерального агентства специального строительства (Спецстрой России)                                     |                                                                             | | Полотнище синего цвета. В крыже — флаг РФ. Справа внизу — эмблема Спецстроя России.                                                                    |
|                         | | 14.05.2001                                                                  | Флаг органов федеральной фельдъегерской связи (ГФС России)                                                                                           | Полотнище крапового цвета. В крыже — флаг РФ. Справа внизу — эмблема ГФС России.                                                                       |
|                         | | 19.07.2002                                                                  | Флаг Министерства транспорта Российской Федерации (Минтранс России)                                                                                  | Полотнище голубого цвета. В крыже — флаг РФ. Справа внизу — эмблема Минтранса России.                                                                  |
|                         | | 20.01.2004 — 09.03.2004                                                     | Флаг Государственного комитета Российской Федерации по строительству и жилищно-коммунальному комплексу (Госстрой России)                             | Полотнище синего цвета. В крыже — флаг РФ. Справа внизу — эмблема агентства.                                                                           |
| 09.03.2004 — 12.05.2008 | Флаг Федерального агентства по строительству и жилищно-коммунальному хозяйству (Росстрой)                     |                                                                             | | Полотнище синего цвета. В крыже — флаг РФ. Справа внизу — эмблема агентства.                                                                           |
|                         | | 04.09.2003 — 23.11.2004                                                     | Флаг Министерства Российской Федерации по антимонопольной политике и поддержке предпринимательства (МАП России)                                      | Полотнище зелёного цвета. В крыже — флаг РФ. Справа в центре — эмблема МАП России.                                                                     |
| 23.11.2004              | Флаг Федеральной антимонопольной службы (ФАС России)                                                          |                                                                             | | Полотнище зелёного цвета. В крыже — флаг РФ. Справа в центре — эмблема МАП России.                                                                     |
|                         | | 31.12.2004                                                                  | Флаг Федеральной службы Российской Федерации по контролю за оборотом наркотиков (ФСКН России)                                                        | Полотнище тёмно-синего цвета. В крыже — флаг РФ. Справа внизу — эмблема ФСКН России.                                                                   |
|                         | | 1.10.2005                                                                   | Флаг Федеральной службы по оборонному заказу (Рособоронзаказ)                                                                                        | Полотнище малинового цвета. В крыже — флаг РФ. Справа в центре — эмблема Рособоронзаказа.                                                              |
|                         | | 15.11.2005                                                                  | Флаг Федеральной службы по военно-техническому сотрудничеству (ФСВТС России)                                                                         | Полотнище светло-синего цвета. В крыже — флаг РФ. Справа в центре — эмблема ФСВТС России.                                                              |
|                         | | 24.11.2005                                                                  | Флаг Федеральной службы по техническому и экспортному контролю (ФСТЭК России)                                                                        | Полотнище белого цвета. В крыже — флаг РФ. Справа в центре — эмблема ФСТЭК России.                                                                     |
|                         | | 02.12.2005                                                                  | Флаг Федеральной службы исполнения наказаний (ФСИН России)                                                                                           | Полотнище тёмно-синего цвета. В крыже — флаг РФ. Справа внизу — эмблема ФСИН России.                                                                   |
|                         | | 2004—2006                                                                   | Флаг Федеральной службы судебных приставов (ФССП России)                                                                                             | Официально утверждён не был. |
|                         | 1968 | 24.01.2006                                                                  | Флаг Федеральной службы судебных приставов (ФССП России)                                                                                             | Полотнище тёмно-зелёного цвета. В крыже — флаг РФ. Справа в центре — эмблема ФССП России.                                                              |
|                         | | 13.06.2006                                                                  | Флаг Федеральной службы по надзору в сфере природопользования (Росприроднадзор)                                                                      | Полотнище зелёного цвета. В крыже — флаг РФ. Справа в центре — эмблема Росприроднадзора.                                                               |
|                         | | 3.10.2006                                                                   | Флаг Федерального агентства по государственным резервам (Росрезерв)                                                                                  | Полотнище белого цвета. В крыже — флаг РФ. Справа внизу — эмблема Росрезерва.                                                                          |
|                         | | 20.11.2006                                                                  | Флаг Федеральной службы по ветеринарному и фитосанитарному надзору (Россельхознадзор)                                                                | Полотнище светло-зелёного цвета. В крыже — флаг РФ. Справа в центре — эмблема Россельхознадзора.                                                       |
|                         | | 22.11.2006                                                                  | Флаг Федеральной регистрационной службы (Росрегистрация)                                                                                             | Полотнище малинового цвета. В крыже — флаг РФ. Справа внизу — эмблема Росрегистрации.                                                                  |
|                         | | 14.03.2002 — 09.03.2004                                                     | Флаг учреждений Санитарно-эпидемиологической службы, находящихся в ведении Министерства здравоохранения (Санэпиднадзор)                              | Официально утверждён не был. |
| 09.03.2004 — 29.01.2007 | Флаг Федеральной службы по надзору в сфере защиты прав потребителей и благополучия человека (Роспотребнадзор) |                                                                             | | Официально утверждён не был. |
|                         | Флаг Федеральной службы по надзору в сфере защиты прав потребителей и благополучия человека (Роспотребнадзор) |                                                                             | 29.01.2007 01.10.2020 | Полотнище жёлтого цвета. В крыже — флаг РФ. Справа в центре — эмблема Роспотребнадзора.                                                                |
|                         | | 20.04.2007                                                                  | Флаг Федеральной миграционной службы (ФМС России) | Полотнище бордового цвета. В крыже — флаг РФ. Справа внизу — эмблема ФМС России.                                                                       |
|                         | 3749 | 26.06.2007                                                                  | Флаг Федерального медико-биологического агентства (ФМБА России)                                                                                      | Полотнище белого цвета. В крыже — флаг РФ. Справа внизу — эмблема ФМБА России.                                                                         |
|                         | | 21.12.2007                                                                  | Флаг Федеральной службы по экологическому, технологическому и атомному надзору (Ростехнадзор)                                                        | Полотнище синего цвета. В крыже — флаг РФ. Справа внизу — эмблема Ростехнадзора.                                                                       |
|                         | | 25.01.2008 03.11.2012                                                       | Флаг Федеральной службы по финансовому мониторингу (Росфинмониторинг)                                                                                | Полотнище синего цвета. В крыже — флаг РФ. Справа внизу — эмблема Росфинмониторинга.                                                                   |
|                         | | 10.04.2008 — 28.12.2009                                                     | Флаг Федеральной аэронавигационной службы (Росаэронавигация)                                                                                         | Отменён в связи с упразднением службы. |
|                         | | 04.10.2008                                                                  | Флаг прокуратуры Российской Федерации | Полотнище синего цвета. В крыже — флаг РФ. Справа — эмблема прокуратуры.                                                                               |
|                         | | 27.10.2008                                                                  | Флаг Федерального агентства морского и речного транспорта (Росморречфлот)                                                                            | Полотнище синего цвета. В крыже — флаг РФ. По верхней и нижней кромке — полосы синего цвета с волнистой белой линеей. Справа — эмблема Росморречфлота. |
|                         | | 07.11.2008                                                                  | Флаг Федеральной службы по надзору в сфере транспорта (Ространснадзор)                                                                               | Полотнище голубого цвета. В крыже — флаг РФ. Справа — эмблема Ространснадзора.                                                                         |
|                         | | 18.05.2009                                                                  | Флаг Федерального агентства по рыболовству (Росрыболовство)                                                                                          | Полотнище белого цвета. В крыже — флаг РФ. Справа — эмблема Росрыболовства.                                                                            |
|                         | | 04.04.2011                                                                  | Флаг Главного управления специальных программ Президента Российской Федерации (ГУСП)                                                                 | Полотнище синего (василькового) цвета. В крыже — флаг РФ. Справа — эмблема ГУСП.                                                                       |
|                         | | 20.04.2011                                                                  | Флаг Федеральной службы по регулированию алкогольного рынка (Росалкогольрегулирование)                                                               | Полотнище синего цвета. В крыже — флаг РФ. Справа — эмблема Росалкогольрегулирования.                                                                  |
|                         | | 10.05.2011                                                                  | Флаг Федеральной службы по надзору в сфере связи, информационных технологий и массовых коммуникаций (Роскомнадзор)                                   | Полотнище синего цвета. В крыже — флаг РФ. Справа — эмблема Роскомнадзора.                                                                             |
|                         | | 11.05.2011                                                                  | Флаг Следственного комитета Российской Федерации (СК России)                                                                                         | Полотнище тёмно-зелёного цвета. В крыже — флаг РФ. Справа — эмблема СК России.                                                                         |
|                         | | 22.06.2011                                                                  | Флаг Федерального агентства по обустройству государственной границы Российской Федерации (Росграница)                                                | Полотнище тёмно-зелёного цвета. В крыже — флаг РФ. Справа — эмблема Росграницы.                                                                        |
|                         | | 22.07.2011                                                                  | Флаг Федеральной службы государственной регистрации, кадастра и картографии (Росреестр)                                                              | Полотнище пурпурного цвета. В крыже — флаг РФ. Справа — эмблема Росреестра.                                                                            |
|                         | | 26.09.2011 01.04.2015                                                       | Флаг Федерального казначейства | Полотнище синего цвета. В крыже — флаг РФ. Справа — эмблема Федерального казначейства.                                                                 |
|                         | | 06.12.2011 — 01.01.2015                                                     | Флаг Федерального агентства по поставкам вооружения, военной, специальной техники и материальных средств (Рособоронпоставка)                         | Полотнище красного цвета. В крыже — флаг РФ. В центре правой части полотнища — эмблема Рособоронпоставки.                                              |
|                         | | 27.12.2011 — 14.10.2013                                                     | Флаг Федеральной службы по надзору в сфере здравоохранения и социального развития (Росздравнадзор)                                                   | Полотнище голубого цвета. В крыже — флаг РФ. В центре правой половины полотнища — эмблема Росздравнадзора.                                             |
|                         | 14.10.2013 | Флаг Федеральной службы по надзору в сфере здравоохранения (Росздравнадзор) | | Полотнище голубого цвета. В крыже — флаг РФ. В центре правой половины полотнища — эмблема Росздравнадзора.                                             |
|                         | | 12.11.2012                                                                  | Флаг Федеральной службы по труду и занятости (Роструд)                                                                                               | Полотнище тёмно-синего цвета. В крыже — флаг РФ. Справа — эмблема Роструда.                                                                            |
|                         | | 17.01.2012                                                                  | Флаг Федерального агентства лесного хозяйства (Рослесхоз)                                                                                            | Полотнище зелёного цвета. В крыже — флаг РФ. В центре правой части полотнища — эмблема Рослесхоза.                                                     |
|                         | | 28.02.2012                                                                  | Флаг Федерального агентства по печати и массовым коммуникациям (Роспечать)                                                                           | Полотнище синего цвета. В крыже — флаг РФ. В правой половине полотнища, внизу — эмблема Роспечати.                                                     |
|                         | | 12.07.2012                                                                  | Флаг Министерства внутренних дел Российской Федерации (МВД России)                                                                                   | Полотнище тёмно-синего цвета. В крыже — флаг РФ. В правой половине полотнища — эмблема МВД России.                                                     |
|                         | | 12.07.2012                                                                  | Флаг Министерства иностранных дел Российской Федерации (МИД России)                                                                                  | Полотнище бирюзового цвета. В крыже — флаг РФ. В правой половине полотнища — эмблема МИД России.                                                       |
|                         | | 17.07.2012                                                                  | Флаг Федерального агентства воздушного транспорта (Росавиация)                                                                                       | Полотнище голубого цвета. Вверху и внизу полосы синего цвета. В крыже — флаг РФ. В правой половине полотнища — эмблема Росавиации.                     |
|                         | | 20.06.2013                                                                  | Флаг Федеральной службы финансово-бюджетного надзора (Росфиннадзор)                                                                                  | Полотнище рубинового цвета. В крыже — флаг РФ. В центре правой половины полотнища — эмблема Росфиннадзора.                                             |
|                         | | 16.07.2013                                                                  | Флаг Судебного департамента при Верховном Суде Российской Федерации                                                                                  | Полотнище тёмно-зелёного цвета. В крыже — флаг РФ. В правой половины полотнища — эмблема Судебного департамента.                                       |
|                         | 9268 | 03.09.2013                                                                  | Флаг Федерального агентства связи (Россвязь) | Полотнище голубого цвета. В крыже — флаг РФ. В центре правой половины полотнища — эмблема Россвязи.                                                    |
|                         | | 25.11.2013                                                                  | Флаг Министерства финансов Российской Федерации | Полотнище белого цвета. В крыже — флаг РФ. Справа внизу — эмблема Минфина России.                                                                      |
|                         | | 13.05.2014                                                                  | Флаг Федеральной службы по гидрометеорологии и мониторингу окружающей среды (Росгидромет)                                                            | Полотнище белого цвета. В крыже — флаг РФ. В правой половины полотнища — эмблема Росгидромета.                                                         |
|                         | | 16.09.2014                                                                  | Флаг Счётной палаты Российской Федерации | Полотнище синего цвета. В центре полотнища эмблема Счётной палаты.                                                                                     |
|                         | | 13.02.2015                                                                  | Флаг Федерального агентства по управлению государственным имуществом (Росимущество)                                                                  | Полотнище зелёного цвета. В крыже — флаг РФ. В правой половине полотнища — эмблема Росимущества.                                                       |
|                         | | 19.02.2015                                                                  | Флаг Федерального агентства по недропользованию (Роснедра)                                                                                           | Полотнище синего цвета. В крыже — флаг РФ. В правой половине полотнища — эмблема Роснедр.                                                              |
|                         | | 27.03.2015                                                                  | Флаг Федерального дорожного агентства (Росавтодор)                                                                                                   | Полотнище голубого цвета. Вверху и внизу полосы серого цвета. В крыже — флаг РФ. В правой половине полотнища — эмблема Росавтодора.                    |
|                         | | 09.06.2015 — 28.08.2015                                                     | Флаг Федерального агентства научных организаций (ФАНО России)                                                                                        | Полотнище синего цвета. В крыже — флаг РФ. В правой половине полотнища — эмблема ФАНО России.                                                          |
|                         | | 28.08.2015                                                                  | Флаг Федерального агентства научных организаций (ФАНО России)                                                                                        | Полотнище белого цвета. В крыже — флаг РФ. В правой половине полотнища — эмблема ФАНО России.                                                          |
|                         | | 11.05.2016                                                                  | Флаг Министерства Российской Федерации по делам Северного Кавказа (Минкавказ России)                                                                 | Полотнище тёмно-красного цвета. Вверху и внизу полосы синего цвета. В крыже — флаг РФ. Справа в центре — эмблема Минкавказа России.                    |
|                         | 11710 | 20.12.2016                                                                  | Флаг Федеральной службы войск национальной гвардии Российской Федерации (Росгвардия)                                                                 | Полотнище крапового цвета. В крыже — флаг РФ. Справа внизу — эмблема Росгвардии.                                                                       |
|                         | 11859 | 01.08.2017                                                                  | Флаг Министерства Российской Федерации по развитию Дальнего Востока (Минвостокразвития России)                                                       | Полотнище синего цвета. В крыже — флаг РФ. Справа в центре — эмблема Минвостокразвития России.                                                         |
|                         | | 22.05.2019                                                                  | Флаг Министерства сельского хозяйства Российской Федерации (Минсельхоз России)                                                                       | Полотнище белого цвета. В крыже — флаг РФ. Справа в центре — эмблема Минсельхоза России.                                                               |
|                         | | 29.10.2019                                                                  | Флаг Федеральной налоговой службы (ФНС России) | Полотнище синего цвета. В крыже — флаг РФ. Справа в центре — эмблема ФНС России.                                                                       |
|                         | | 04.12.2019                                                                  | Флаг Федеральной службы по интеллектуальной собственности (Роспатент)                                                                                | Полотнище синего цвета. В крыже — флаг РФ. Внизу красная полоса. Справа в центре — эмблема Роспатента.                                                 |
|                         | | 11.09.2020                                                                  | Флаг Федерального фонда обязательного медицинского страхования (ФОСП)                                                                                | Полотнище белого цвета. В крыже — флаг РФ. Справа в центре — эмблема ФОСП.                                                                             |
|                         | | 11.02.2021                                                                  | Флаг Министерства науки и высшего образования Российской Федерации (Минобрнауки России)                                                              | Полотнище белого цвета. В крыже — флаг РФ. Справа внизу — эмблема Минобрнауки России.                                                                  |